# 希克斯嶺
希克斯嶺（英語：Hicks Ridge）是南極洲的山嶺，位於維多利亞地的彭內爾海岸，處於索薩山和莫利冰川之間，屬於鮑爾斯山脈中探險者山脈的一部分，美國地質調查局根據測量和該國海軍的空中照片繪入地圖，現時由南極條約體系管理。

## 外部連結
- . . United States Geological Survey.   [2012-06-16].

71°9′S 162°40′E / 71.150°S 162.667°E